# Kobylin (gemeente)
De gemeente Kobylin is een stad- en landgemeente in het Poolse woiwodschap Groot-Polen, in powiat Krotoszyński.
De zetel van de gemeente is in Kobylin.
Op 30 juni 2004 telde de gemeente 8022 inwoners.

## Oppervlakte gegevens
In 2002 bedroeg de totale oppervlakte van gemeente Kobylin 112,37 km², waarvan:
- agrarisch gebied: 80%
- bossen: 11%

De gemeente beslaat 15,73% van de totale oppervlakte van de powiat.

## Demografie
Stand op 30 juni 2004:
| Omschrijving                   | Totaal | Totaal | Vrouwen | Vrouwen | Mannen | Mannen |
| ------------------------------ | ------ | ------ | ------- | ------- | ------ | ------ |
| eenheid                        | aantal | %      | aantal  | %       | aantal | %      |
| inwoners                       | 8022   | 100    | 4016    | 50,1    | 4006   | 49,9   |
| bevolkingsdichtheid (inw./km²) | 71,4   | 71,4   | 35,7    | 35,7    | 35,7   | 35,7   |

In 2002 bedroeg het gemiddelde inkomen per inwoner 1325,83 zł.

## Administratieve plaatsen (sołectwo)
Berdychów, Długołęka, Fijałów, Górka, Kuklinów, Łagiewniki, Nepomucenów, Raszewy, Rębiechów, Rojew, Rzemiechów, Smolice, Sroki, Starkowiec, Starygród, Stary Kobylin, Wyganów, Zalesie Małe, Zalesie Wielkie, Zdziętawy.
Zonder de status sołectwo : Targoszyce.

## Aangrenzende gemeenten
- Jutrosin, Koźmin Wielkopolski, Krotoszyn, Pępowo, Pogorzela, Zduny